# Рехвиашвили, Георгий
Георгий Рехвиашвили (груз. გიორგი რეხვიაშვილი; 22 февраля 1988, Рустави) — грузинский футболист, защитник. Выступал за сборную Грузии.

## Биография
Начинал заниматься футболом в командах из Рустави. Во взрослом футболе дебютировал в сезоне 2007/08 в составе «Олимпи» в высшей лиге Грузии. Часть сезона 2008/09 провёл на правах аренды в клубе «Мглеби» (Зугдиди), также игравшем в высшей лиге. В сезоне 2009/10 был уже основным игроком «Олимпи», провёл 27 матчей за сезон и стал со своим клубом чемпионом страны, а в декабре 2010 года одержал победу в Суперкубке Грузии. В сезоне 2010/11 стал бронзовым призёром чемпионата. В составе «Олимпи» сыграл свои первые матчи в еврокубках.
Летом 2011 года перешёл в «Динамо» (Тбилиси). В первом сезоне был основным игроком клуба, но «Динамо» финишировало только четвёртым. В первой половине сезона 2012/13 также играл в стартовом составе тбилисцев, однако в начале 2013 года был отдан в аренду в другой клуб высшей лиги — «Чихура» (Сачхере) и провёл там год, стал финалистом Кубка страны 2012/13. В декабре 2013 года вместе с «Чихурой» одержал победу в Суперкубке Грузии. В начале 2014 года вернулся в тбилисское «Динамо», с которым стал чемпионом и обладателем Кубка Грузии 2013/14.
Во второй половине 2014 года выступал во втором дивизионе Турции за клуб «Болуспор», провёл 6 матчей. В 2015 году не выступал в матчах высокого уровня. В 2016 году снова играл за «Чихуру», с которой в осеннем сезоне 2016 года стал вице-чемпионом Грузии. Сезон 2017 года провёл в составе середняка высшей лиги Локомотив (Тбилиси). В 2018 году был основным игроком клуба «Сабуртало» (Тбилиси), с которым завоевал чемпионский титул.
В весенней части сезона 2018/19 выступал за клуб чемпионата Греции «Левадиакос», провёл 10 матчей. Затем вернулся в «Сабуртало», с которым стал бронзовым призёром чемпионата и обладателем Кубка Грузии 2019 года. В 2020 году выступал за латвийский «Вентспилс», стал финалистом Кубка Латвии, а в чемпионате страны его клуб финишировал четвёртым. В дальнейшем играл на родине за «Шукуру» (Кобулети) и «Динамо» (Батуми). С батумским клубом в феврале 2022 года стал обладателем Суперкубка Грузии, однако в матче остался запасным.
Всего в высшей лиге Грузии провёл более 290 матчей. В еврокубках за грузинские клубы и за «Вентспилс» — 33 матча и 3 гола (по состоянию на август 2022 года).
В 2012—2019 годах неоднократно вызывался в сборную Грузии. Сыграл за неё только в одном матче — 23 января 2017 года в товарищеской игре против Узбекистана (2:2).

## Достижения
- Чемпион Грузии: 2009/10, 2013/14, 2018
- Серебряный призёр чемпионата Грузии: 2016
- Бронзовый призёр чемпионата Грузии: 2010/11, 2019
- Обладатель Кубка Грузии: 2013/14, 2019
- Финалист Кубка Грузии: 2012/13
- Обладатель Суперкубка Грузии: 2010, 2013, 2022 (не играл)
- Финалист Кубка Латвии: 2020